# 사원소설
사원소설(四元素說)은 모든 물질이 물, 불, 공기, 흙이라는 기본 원소들로 이루어졌다는 주장이다.
고대 탈레스(Thales, BC 624~546경)때부터 자연 현상들을 이해하기 위하여 물질의 구성 입자에 대한 논의가 계속 진행되어 왔으며 엠페도클레스(Empedokles)가 처음 사원소설을 주장하였다. 이후 사원소설을 바탕으로 물질을 구성하는 기본 입자는 무엇인가에 대한 논의가 계속되어, 현재는 물질의 기본 구성 입자로 쿼크가 발견되어 인정받고 있다.

### 엠페도클레스 (Empedokles, 490~ 430 B.C.)
엠페도클레스는 모든 물질이 물, 불, 공기, 흙이라는 4가지 원소들의 합성물이며, 사물은 이 기본 원소의 비율에 따라 서로 형태를 바꿀 뿐 어떤 사물도 새로 탄생하거나 소멸하지 않는다고 생각했다. 이 네 가지 원소(리조마타)들은 서로 다른 성질을 지니며, 사랑(Philia)'과 '미움(Neikos)'이라는 두 힘이 상호작용하여 4원소들을 결합·분리하게 되는데, '미움'이 작용하면 이 원소들은 서로 떨어져나가고 '사랑'이 작용하면 원소들은 함께 섞여 물질이 만들어진다고 주장했다.

### 플라톤 (Platon, 427-347 B.C.)
플라톤은 창조주 데미우르고스(Demiurgos)가 4원소(물, 불, 공기, 흙)를 만들고 모든 물질들을 이 4원소로써 만들었다고 말했다.
플라톤은 이들 4원소는 이상적인 기하학적 모양을 가지게 되는데, 불은 정사면체, 흙은 정육면체, 공기는 정팔면체, 그리고 물은 정이십면체로 되어 있다고 했다. 여기서 흙은 고정불변의 특징을 가지지만, 나머지 세 원소는 서로 바뀔 수 있다.
플라톤은 이 외에도 4원소 이외에 제 5원소로서 에테르를 언급하였다.

### 아리스토텔레스 (Aristoteles, 384-322 B.C.)
플라톤의 제자였던 아리스토텔레스 역시 4원소설을 그대로 인정하고, 물질의 근원을 설명하기 위해 4원소 외에 습함과 건조함, 차가움과 뜨거움의 4가지의 성질을 제안했는데, 각각의 원소에는 그 중 서로 상극이 아닌 두 가지씩의 성질이 있다고 생각했다. 물은 차고 습하지만, 불은 건조하고 뜨겁다. 공기는 습하고 뜨거우며, 흙은 건조하고 차다. 이것은 4원소가 가지고 있는 4가지 성질 가운데 하나만 바꿔 주면 다른 원소로 바뀔 수 있다는 것을 간접적으로 표현하며 중세 연금술사의 이론적 근거가 되었다.

또한 아리스토텔레스는 4원소 사이에는 그 무게에 따라 계급성이 있어서 무거운 원소는 아래로 향하고 가벼운 원소는 위로 향하게 된다고 생각하였다. 따라서 가장 가벼운 원소인 불은 가장 높은 곳을 차지할 것이고, 그 아래를 공기, 물, 흙이 차례로 자리잡게 될 것이 분명하며, 이것이 바로 4원소가 원래 차지하고 있어야 할 자리라고 생각하였다. 또한 불 저쪽의 우주에는 불보다도 가볍고 더욱 순수한 제 5원소가 존재하고, 제 5원소는 가장 완전한 원소이며 따라서 그리스의 원소설은 지상에는 4원소설이지만, 우주 전체로 따진다면 5원소 변환이 가능할 것이라고도 주장했다.

## 사원소설의 영향

### 연금술
중세 초기에 아랍에서 연금술은 아리스토텔레스의 4원소설을 이론적 근거로 하여 원소가 서로 전환될 수 있다고 생각했다. 그러나 연금술이 발달해 가는 과정에서 후기 아랍의 연금술사들이나 13세기 이후의 유럽의 연금술사들은 모든 금속은 수은과 황으로 이루어졌다는 가설을 채택하였다. 특히 수은은 그야말로 표현하는 물질의 대표처럼 여겨졌다. 나중에 소금을 첨가하여 연금술자들의 원소관은 수은, 황, 소금의 3원소가 되었다.

### 판 헬몬트 (Jan Baptista van Helmont, 1579-1644)
벨기에의 판 헬몬트는 파라켈수스의 3원소설을 부정하면서 물만이 유일한 원소라는 주장을 하고 나섰다. 천문학과 물리학에서 혁명이 일어나던 시대를 살았던 반 헬몬트는 그의 시대를 대표하던 실험적 방법을 통해 그의 주장을 증명했다. 즉 5파운드의 나무를 2백 파운드 무게의 흙 통에 심은 다음, 자그마치 5년 동안이나 물만을 주어 그 나무를 1백 69파운드 무게로 키웠으나, 이렇게 무겁게 나무가 자라는 동안 흙의 무게는 거의 변하지 않았던 것이다. 그래서 그는 나무를 무겁게 만든 것은 흙이 아닌 물이라고 결론을 내렸다. 또 그는 유리 그릇에 물을 붓고 그것을 끓여 찌꺼기가 남는 것을 확인하고, 흙도 사실은 물로부터 온 것이라고 결론지었다.

### 플로지스톤 이론(phlogiston theory)
18세기 전반 다시 연금술의 3원소설과 아리스토텔레스의 4원소설에 대한 믿음이 되살아나 ‘플로지스톤 이론’이 등장하였다. 플로지스톤이란 그리스어로서 ‘불꽃’이라는 뜻으로, 연금술의 사상적 흐름을 이어받은 베커(J.R. Becher, 1635~1682)는 물질이 물과 3종류의 흙으로 이루어져 있다고 하였으나, 1679년에 그의 후계자인 슈탈(F.J. Stahl, 1660~1734)은 이 중에서 기름성분의 흙, 테라 핑귀스(Terra pinguis)을 들어 이것에 플로지스톤이라는 새로운 이름을 붙였다.
슈탈은 연소하기 쉬운 물질은 대부분 플로지스톤으로 이루어지기 때문에, 연소할 때는 원래의 물질에서 플로지스톤이 빠져 나가고 뒤에 재가 남는다고 했다. 플로지스톤설은 4원소의 개념 중에서 불의 원소와 일맥상통하여 18세기 중엽에는 지배적 위치를 차지하였다.

### 르네 데카르트(Rene Descartes, 1596- 1650)
데카르트는 진공의 존재를 부정하고 공간은 세 종류의 기본 물질로 가득 채워져 있다고 보았다. 이 세 종류의 물질은 불의 원소(element of fire), 공기의 원소(element of air), 흙의 원소(element of earth)로 각각은 독특한 성질을 가지고 있다고 생각했다.
그는 불의 원소는 아주 작고 특정한 형태나 크기가 없어 모양이 쉽게 변하고, 공기의 원소는 아주 작지만 크기나 모양을 지니고 있으며, 흙의 원소는 상대적으로 크고 모양과 크기가 다양하다고 주장했다.
이러한 세 가지 원소는 각각 빛의 생성, 전달, 반사의 기능을 가지게 되며, 데카르트는 그의 저서 <<굴절광학>>에서 이것을 이용하여 빛의 기본적인 특성인 직진, 반사, 굴절을 설명하였다. 데카르트는 이러한 분석에서 더 나아가 오늘날 스넬의 법칙으로 알려진, 굴절의 사인법칙을 기하학적으로 입증하기도 했다.

## 사원소설의 끝과 현대 원자론의 시작
최초로 원자의 개념이 언급된 고대 데모크리토스의 주장은 동시대의 플라톤과 아리스토텔레스의 주장에 묻혀 빛을 보지 못했으나 17세기 과학혁명과 더불어 되살아났다. 이후 기계론적 물질관이 대두되어 원자론에 대해 활발한 연구가 진행되었다.

### 데모크리토스의 주장(BC. 460?-370?)
데모크리토스는 고대 그리스 최대의 자연철학자이다. 만물의 근원은 눈에 보이지 않는 ‘분할(tom) 불가능한(a-) 입자’(atom)라고 하였다. 원자는 스스로의 힘으로 운동하고 만물은 필연적으로 창조, 소멸되나, 그것은 원자의 결합, 분리라고 보았다.

그는 고대 원자론을 확립, 거기서 충만과 진공(眞空)을 구별하였다. 충만은 무수한 원자로 이루어지고, 이들 원자는 모양·위치·크기와 같이 기하학적으로 구별된다고 했다. 그러나 이 원자론은 실험이나 관찰에 기초를 두지 않은 사고의 산물이었으므로 더 이상 발전하지 못하였고, 원자론자들의 무신론적 태도로 인해 원자론은 오랫동안 종교로부터 배척을 받았다.

### 보일(Robert Boyle, 1627-1691)
17세기 영국의 화학자 로버트 보일은 아리스토텔레스의 4원소설이나 연금술사들의 3원소설은 물질 그 자체를 말하는 것이 아니라 그 성질을 추상적으로 생각한 것에 불과하다고 생각했다. 보일은 자연계의 모든 물체를 구성하는 근원 물질은 단지 1종류뿐이며 이것을 보편물질이라고 하였다. 이 보편물질은 자기의 운동에 의해 분해되어 다양한 크기의 원시적 미립자를 형성하게 되고, 미립자들이 다시 모여 물질을 구성하게 된다고 생각했다. 이러한 입자철학을 바탕으로 하여, 공기의 탄력을 설명하고 유명한 ‘보일의 법칙’을 발표하였다.

### 라부아지에(Antoine-Laurent Lavoisier, 1743-1794)
라부아지에는 잘못된 플로지스톤설을 부정하여 18세기 말 화학에서의 혁명을 일으켰다. 라부아지에는 1783년에 화학반응 전후에 있어서 반응물의 총질량과 생성물의 총질량이 변함이 없다는 질량불변의 법칙과 물질의 연소와 산화는 모두 물질과 산소의 결합이라고 발표하였다.

1789년 간행된 '화학의 원리'에서 라부아지에는 보일이 제시한 방법에 의한 원소를 다시 한 번 정의하면서 이미 발견돼 있던 기체의 일종이라던 '산소'를 독립된 원소인 것으로 확인하고, 같은 방법으로 수소, 질소 등 여러 가지 기체 원소들을 확정지을 수 있었다. 또 같은 방법으로 그는 33종의 근대적 원소를 확정하여 후세에 근대적 원소 개념과 그 대표적 예를 제시하였다.

### 돌턴(John Dalton, 1766-1844)
돌턴은 1803년에 원소의 개념을 명확히 했으며, 원자설을 발표하였다. 그는 원자를 더 이상 쪼개질 수 없는 입자로 여겼고, 원자의 상대적 중량이 원소들의 특징을 결정한다고 생각했다. 따라서 물질들은 다른 종류의 원자(다른 질량을 지닌 기본 입자)로 구성되어 있다고 주장했다.

그가 주장한 원자설에 따르면 모든 원소는 원자라고 부르는 작은 입자로 되어 있고 그 이상은 작게 나누어지는 일이 없으므로, 항상 서로 간단한 정수비를 이루며 결합한다. 이것이 근대 원자론의 시작이다.

### 전자, 양성자, 중성자의 발견
- J.J톰슨의 음극선 실험 : 톰슨은 음극선이 전기장과 자기장에 의해 휘어지는 방향을 조사한 결과를 토대로 음극선이 음의 전하를 띤 입자들의 흐름일 것이라고 가정한 후, 전하를 띤 입자와 전기장 사이에 작용하는 힘을 이용하여 음극선의 정체, 전자의 존재를 밝혀냈다.
위와 같은 내용으로 건포도 푸딩 모형을 발표
- 어니스트 러더퍼드의 알파입자 산란실험 : 금속의 얇은 막에 알파입자를 충돌시켜 양성자로 구성된 원자핵의 존재를 입증함으로써 원자 내부 구조를 밝히는데 크게 기여하였다. 위의 내용을 바탕으로 태양계 모형을 발표
- 채드윅의 실험 : 1932년에 전하를 띠지 않는 입자인 중성자를 발견하였다.

### 쿼크의 발견
1964년 M.겔만과 G.츠바이히는 기존에 더 이상 쪼개질 수 없다고 생각되어 왔던 전자의 전하량을 쪼갤 수 있다고 가정하고, 분수전하량 1/3, 2/3를 가지는 기본 소재를 쿼크라고 명명했다. 이후 관련된 연구가 진행되었고, 계속하여 새로운 쿼크가 발견되어, 1977년까지 5종의 쿼크를 찾아냈다. 이후 최후의 입자라 불리던 탑(top)쿼크가 1994년 페르미연구소에 의해 발견됨에 따라 마침내 6종의 쿼크 모두가 발견되었다. 하지만 쿼크 역시 내부 구조를 가질 가능성도 배제할 수 없어 계속 연구가 진행되고 있는 상황이다.

## 같이 보기
- 원소론